# Mladějov na Moravě
Mladějov na Moravě là một làng thuộc huyện Svitavy, vùng Pardubický, Cộng hòa Séc.